# Cuscuta natalensis
Cuscuta natalensis är en vindeväxtart som beskrevs av John Gilbert Baker. Cuscuta natalensis ingår i släktet snärjor, och familjen vindeväxter. Inga underarter finns listade i Catalogue of Life.